# Белогорье (Ореховский район)
Белого́рье (укр. Білогір'я) — село,
Белогорьевский сельский совет,
Ореховский район,
Запорожская область,
Украина.
Код КОАТУУ — 2323980501. Население по переписи 2019 года составляло 252 человек.
Является административным центром Белогорьевского сельского совета, в который, кроме того, входят сёла
Луговское и
Новопокровка.

## Географическое положение
Село Белогорье находится на правом берегу реки Конка,
выше по течению на расстоянии в 1 км расположено село Луговское,
ниже по течению на расстоянии в 3 км расположено село Малая Токмачка,
на противоположном берегу — село Новопокровка.
Река в этом месте извилистая, образует лиманы, старицы и заболоченные озёра.

## История
- Близ села Белогорье находятся несколько курганов, в одном из них обнаружены останки погребения кочевника с конём (X—XIII вв. н. э.).
- 1770 год — дата основания как село Резидентово, которое затем переименовали в село Маркусево, а затем в  село Белогорье.

## Экономика
- «Пологовская МТС», ООО.
- «Восток», КСП.

## Объекты социальной сферы
- Школа I—II ст.
- Детский сад.
- Дом культуры.
- Фельдшерско-акушерский пункт.
- Краеведческий музей на общественных началах.

## Достопримечательности
- Братская могила 33 советских воинов.